# Henry Kessler
Frederick Henry Kessler (ur. 25 czerwca 1998 w Nowym Jorku) – amerykański piłkarz pochodzenia irlandzkiego występujący na pozycji środkowego obrońcy, reprezentant Stanów Zjednoczonych, od 2024 roku zawodnik St. Louis City.
Posiada pochodzenie irlandzkie ze strony swojej matki.